# Уход (фильм)
«Уход» — концептуальный фильм, смыслом которого является долгий скорбный, переполненный любовью и жалостью, взгляд с экрана в глаза зрителю. Фильм снимался в день пожара гостиницы «Ленинград» зимой 1991 года. Международная премьера состоялась в декабре 1998 года в Центре Жоржа Помпиду в Париже.
Использована композиция Жана-Мишеля Жарра Third Rendez-Vous.

## В ролях
- Евгений Сухоненков — Пророк

## Фестивали
- 6-е Международная Биеннале фильмов об искусстве, центр Ж.Помпиду, Франция, Париж, декабрь, 1998;
- 28-й Международный Кинофестиваль в Роттердаме, янв. 1999;[1]
- «Impakt Festival 2000», Утрехт, Нидерланды, май, 2000;
- Фестиваль Наций, Эбензее, Австрия, май 2000, диплом жюри; [2]
- 10-я Неделя экспериментального кино, Мадрид, Испания, ноябрь, 2000;[3]
- 17-й Международный фестиваль короткометражных фильмов в Гамбурге, июнь, 2001;[4]
- 4-й Международный Фестиваль Экспериментальных Искусств и Перформанса, август 2002, Манеж, С-Петербург;
- XI Открытый Российский Фестиваль Кино стран СНГ и Балтии («Киношок»), сентябрь 2002, Анапа;
- 5-й Международный фестиваль независимого кино «Чистые грёзы-V», С-Петербург, ноябрь, 2002;
- «Весь Петербург 2002», Центральный Выставочный Зал «Манеж», С-Петербург, январь 2003;
- «Сезоны русского языка и культуры в Германии — 2003», Берлин, февраль 2003.
- 4-й экран - Онлайн-кинопремия, Керала, Индия, апрель 2022
- Clapperboard Golden Festival, Сан-Паулу, Бразилия, май 2022 (ЛУЧШИЙ ЭКСПЕРИМЕНТАЛЬНЫЙ КОРОТКОМЕТРАЖНЫЙ ФИЛЬМ)
- Экспериментальная программа короткометражных фильмов Kabayitos Microcinema, Нью-Йорк, США, май 2022
- GMFA - Ежемесячная международная кинопремия Gralha, Куритиба, Бразилия, июнь 2022 (ЛУЧШИЙ РЕЖИССЕР ЭКСПЕРИМЕНТАЛЬНОГО ФИЛЬМА, ЛУЧШИЙ МОНТАЖ ЭКСПЕРИМЕНТАЛЬНОГО ФИЛЬМА)
- Кинофестиваль "Культовые образы", Вильнюс, Литва, июнь 2022
- Ежемесячные инди-шорты, Скоттсдейл, США, сентябрь 2022